# Репетиторство
Репети́тор (от лат. repetitor «тот, кто повторяет») — преподаватель, дающий частные уроки на дому или дистанционно. Может проводить как индивидуальные, так и групповые занятия по различным дисциплинам.

## Значения
- Специалист, который закрепляет старый, пройденный материал.
- Преподаватель, который проводит дополнительные — обычно индивидуальные — занятия, помогая усвоить необходимые знания.
- В театре: человек, подготавливающий с артистами новые роли, готовящий вводы в спектакли, проводящий репетиции с солистами и членами труппы; специалист, который проводит индивидуальные или групповые занятия с актёрами.
- Вид технических средств обучения, предназначенный для индивидуального или группового обучения и контроля знаний на основе программированных материалов, компьютерных программ.

## История
Зарождение репетиторства как обучение навыкам узкой группы лиц впервые в источниках встречается в Древнем Египте (например, обучение жрецов). В средневековом Китае существовала должность "великого наставника" — умудрённого чиновника, занимающегося обучением наследника трона.

В Российской в империи кадетском и пажеском корпусах и некоторых других закрытых учебных заведениях дореволюционной России репетитором назывался учитель, под руководством которого учащиеся выполняли домашние задания. Историк В. О. Ключевский во время своего студенчества занимался репетиторством. 
«С тех пор как стал приходить репетитор, дела… пошли лучше… Родители пригласили репетитора к сыну и на каникулярное время, чтобы пройти с мальчиком несколько вперёд из курса третьего класса, и тем самым облегчить занятия ему зимой… Начиная с четвёртого класса, …твёрдо шёл без репетитора в ряду удовлетворительных по успеху учеников; все трудности курса преодолел и выдержал экзамен на аттестат зрелости» (Характеристики учеников // Русская школа, 1893. — № 2. — С. 90).
В Советской России, согласно приказу Народного комиссариата просвещения от 22.12.1923, лица, ведущие занятия частным образом в группах не более 3 человек, должны были зарегистрироваться в соответствующих отделах образования. Лица, ведущие занятия, должны иметь соответствующую квалификацию. В 1960—1980-е годы репетиторы были популярны в крупных городах во время вступительных экзаменов в вузы.

## Виды репетиторства
1) Самое распространённым продолжает оставаться домашнее репетиторство. Услугами репетиторов чаще всего пользуются для улучшения успеваемости по доминирующим предметам (русский язык, информатика, алгебра и геометрия). В 11 классе наиболее распространена подготовка к ЕГЭ, а так же ДВИ в ВУЗы . По данным исследования проведённого Росстатом в 2011 г. - 26,3% выпускников общеобразовательных учреждений, готовятся к ЕГЭ с помощью репетиторов. Широко услуги репетиторов распространены среди желающих изучить иностранные языки . Индивидуальный подход к учащемуся в данном случае помогает подобрать более эффективную программу овладения языком. Широко распространён метод обучения иностранным языкам онлайн (посредством видеотелефонии), этот способ экономит время ученика и преподавателя. Занятия по интернету подходят для постановки произношения и разговорной речи с носителем изучаемого языка.
2) Онлайн-репетиторство и онлайн школы. Данный вид репетиторства набирал популярность среди абитуриентов из отдалённых от университетских центров регионов. В годы ковидной пандемии часть репетиторов перенесли очные занятия в онлайн, однако с отменой ковидных ограничений к "оффлайн обучению" стараются не возвращаться.  Онлайн-репетиторство  становится популярным способом для студентов университетов заработать деньги на учебу в течение семестра
| Сайт                                               | Кол-во репетиторов |
| -------------------------------------------------- | ------------------ |
| Ассоциация репетиторов (дата создания: 04.05.2007) | 39 832             |
| Ваш репетитор (дата создания: 23.02.2005)          | 73 171             |
| Профи13 (дата создания: 14.10.1997)                | 38 459             |

## Распространение услуг репетиторов
Весомый вклад в распространение репетиторских услуг в России и странах СНГ вносит Интернет. Сейчас существует довольно большое количество компаний, предлагающих помощь репетиторам по продвижению их услуг в сети. На сайтах таких компаний репетиторы могут зарегистрироваться, создать собственную анкету и разместить информацию о виде оказываемых услуг, своём опыте и достижениях. Наибольшее распространение подобные услуги получили в Москве и Санкт-Петербурге, однако существует и множество региональных подразделений.

## Эффективность репетиторских услуг
Однако исследование, проведенное в России, вносит важный смысловой нюанс. Положительное влияние репетиторства на оценки наблюдается преимущественно для «отличников», в то время как у «троечников» и отстающих учеников четкого эффекта от занятий с репетиторами не зафиксировано 

## В русской литературе
- Наставники Митрофанушки, комедия «Недоросль», Денис Фонвизин.
- Учителя в доме Фамусова («числом поболее, ценою подешевле»), комедия «Горе от ума», Александр Грибоедов.
- Евгений Базаров, роман «Отцы и дети», Иван Тургенев.
- Репетитор Родион Раскольников, роман «Преступление и наказание», Фёдор Достоевский.
- Иван Лаптев, роман «Иди на Голгофу», Александр Зиновьев.
- Гимназист VII класса Егор Зиберов, рассказ «Репетитор», Антон Чехов